# Марія Зубер
Марія Т. Зубер (нар. 27 червня 1958) — американський геофізик, віцепрезидент з досліджень Массачусетського технологічного інституту, де вона також обіймає посаду професора геофізики Е. А. Грісволда на кафедрі наук про Землю, атмосферу та планети. Зубер брала участь у більш ніж пів дюжини космічних місій НАСА, спрямованих на картографування Місяця, Марса, Меркурія та кількох астероїдів. Вона була головним дослідником місії Gravity Recovery and Interior Laboratory (GRAIL), якою керувала Лабораторія реактивного руху НАСА.
З січня 2021 року Зубер є співголовою Консультативної ради з наукових і технологічних питань президента Джо Байдена (PCAST). Раніше вона була членом Національної наукової ради.

## Молодість й освіта
Марія Т. Зубер народилася 27 червня 1958 року в Норрістауні, штат Пенсільванія. Вона виросла в Самміт-Гіллі, штат Пенсільванія, в Пенсільванському вугільному регіоні, одна з п'яти дітей Джозефа та Долорес (Стоффа) Зуберів. У неї є три брати, Джозеф-молодший, Стівен й Ендрю (1966—2018), а також сестра Джоанна. Обидва її дідусі були шахтарями та захворіли на чорну легеневу хворобу.
Зубер здобула ступінь бакалавра з астрономії та геології в Пенсільванському університеті у 1980 році. Вона стала першою у своїй родині, хто навчався у коледжі.
Зубер здобула наукові ступені магістра та доктора філософії, обидва з геофізики, у Браунському університеті у 1983 і 1986 роках відповідно. Розмірковуючи про своє рішення вступити на аспірантуру до Ліги плюща, а не у Массачусетський технологічний інститут, Зубер пожартувала: «Я пам'ятаю, як сказала, що не хочу йти в жодну школу для ботанів… і, звичайно, я найбільший ботан, який існує».

## Кар'єра
Пізніше Зубер працювала в Університеті Джона Гопкінса та була науковим співробітником у Центрі космічних польотів імені Ґоддарда в Меріленді. Вона приєдналася до викладачів Массачусетського технологічного інституту у 1995 році та очолювала кафедру наук про Землю, атмосферу та планети з 2003 до 2012 рік. Вона перша жінка, яка очолила науковий відділ Массачусетського технологічного інституту. З 2012 року вона є віцепрезидентом з досліджень в МТІ.
Професійна увага Зубера зосереджена на структурі та тектоніці твердих об'єктів Сонячної системи. Вона є піонером у вимірюванні форм поверхонь внутрішніх планет і в інтерпретації того, що ці форми означають для внутрішньої структури та динаміки, термічної історії та взаємодії поверхня-атмосфера. Вона спеціалізується на використанні гравітації та лазерної альтиметрії для визначення внутрішньої структури та еволюції. Топографічні карти Марса і Місяця, створені її лазерними висотомірами на космічних кораблях Mars Global Surveyor і Lunar Reconnaissance Orbiter, точніші, ніж карти Землі. Вона була членом команди у 10 планетарних місіях НАСА, включно з Mars Global Surveyor, Dawn і MESSENGER.
Зубер зацікавилася планетологією в ранньому віці. Бажання поширити свій дитячий ентузіазм стало однією з причин, чому вона об'єдналася з колишнім астронавтом Саллі Райд, щоб додати до місії GRAIL компоненти, які б захопили уяву молодих студентів. Студентський конкурс дав назви для двох космічних апаратів місії, Ebb і Flow. Студенти також могли зареєструватися для користування інструментом MoonKAM.
У січні 2021 року Зубер призначили співголовою Консультативної ради з наукових і технологічних питань при новообраному президенту Джо Байдену.

## Відзнаки та нагороди

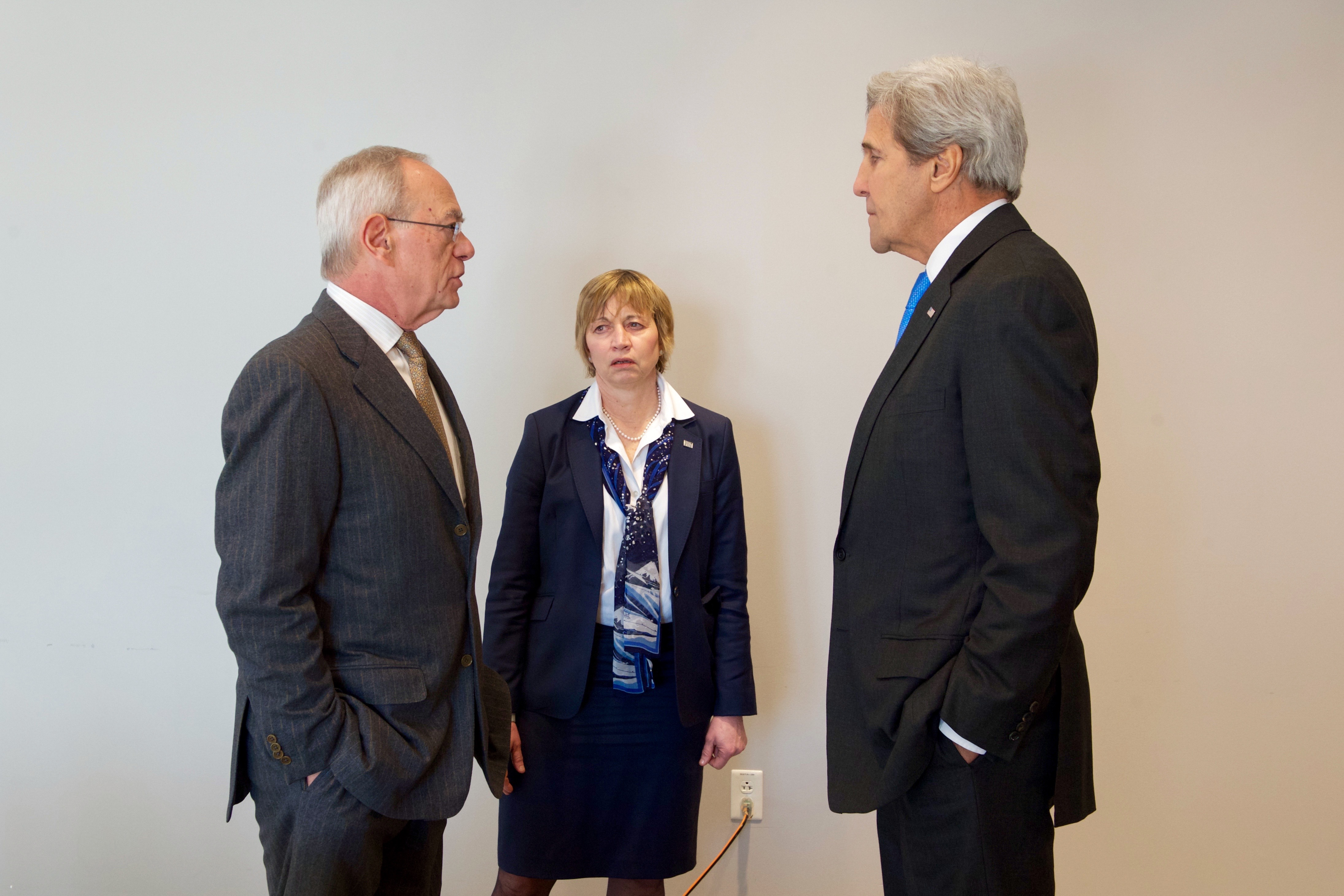
Зубер з Лео Рафаелем Рейфом і Джоном Керрі (2017)

- Зубер з Лео Рафаелем Рейфом і Джоном Керрі (2017) 2002: 50 найважливіших жінок у науці (журнал Discover)[15].
- 2004: медаль НАСА «За видатну державну службу»[4].
- 2005: член Американського філософського товариства[16]
- 2007: Премія й медаль  імені Карла Сагана.
- 2007: приз Геологічного товариства США імені Дж. К. Гілберта[17].
- 2008: ступінь почесного доктора наук Браунського університету.
- 2008: визнана однією з найкращих лідерів США за версією «US News & World Report»[18] разом з Фіоною Гаррісон. Зубер і Гаррісон стали першими жінками, яких обрали науковими керівниками роботизованих місій НАСА.
- 2009: нагорода НАСА «За досягнення групи» для команди лазерного далекомірного вимірювання місячного розвідувального орбітального апарата.
- 2010: нагорода НАСА «За досягнення групи» для команди місячного розвідувального орбітального апарата[19].
- 2012: премія Массачусетського технологічного інституту Джеймса Р. Кілліана-молодшого за досягнення факультету[20].
- 2012: нагороди НАСА «За досягнення групи» (1) наукової групи GRAIL; (2) команда офісу проєкту GRAIL; і (3) команди формулювання місії GRAIL[21].
- 2012: медаль НАСА «За видатне громадське лідерство»
- 2012: Медаль Гаррі Гесса, Американського геофізичного союзу[22].
- 2012: лауреат Міжнародної академії астронавтики «За командні досягнення» з MESSENGER[23].
- 2013: Національне космічне товариство, Нагорода піонерів космосу в науці та інженерії, команда GRAIL[24].
- 2013: Виняткове досягнення НАСА в науці, наукова команда місячного розвідувального орбітального апарата[25].
- 2013: нагорода НАСА «За досягнення групи» для команди місячного розвідувального орбітального апарата — Експеримент з оптичного зв'язку лазерного відстанеміра[25][26].
- 2013: нагорода НАСА «За досягнення групи» для наукової групи Dawn[27].
- 2014: Премія Базза Олдріна за дослідження космосу, The Explorer's Club[28].
- 2015: Член Товариства вчених Університету Джона Гопкінса.[29]
- 2015: Нагорода чемпіона з консультування першокурсників Массачусетського технологічного інституту .
- 2015: Найкращий суддя, Nature Publishing
- 2017: Медаль Юджина Шумейкера «Заслужений науковець», Інститут віртуальних наук вивчення сонячної системи НАСА[30].
- 2019: Приз Джерарда П. Койпера в галузі планетарних наук[31][32].

Зубер є членом наступних професійних товариств:
- Американський геофізичний союз
- Американська асоціація сприяння розвитку науки
- Американське астрономічне товариство, Відділ планетарних наук
- Американське астронавтичне товариство
- Геологічне товариство США

Астероїд 6635 Зубер, який обертається навколо Сонця між Марсом і Юпітером, названий на її честь.